# Germania (Bad Kissingen)

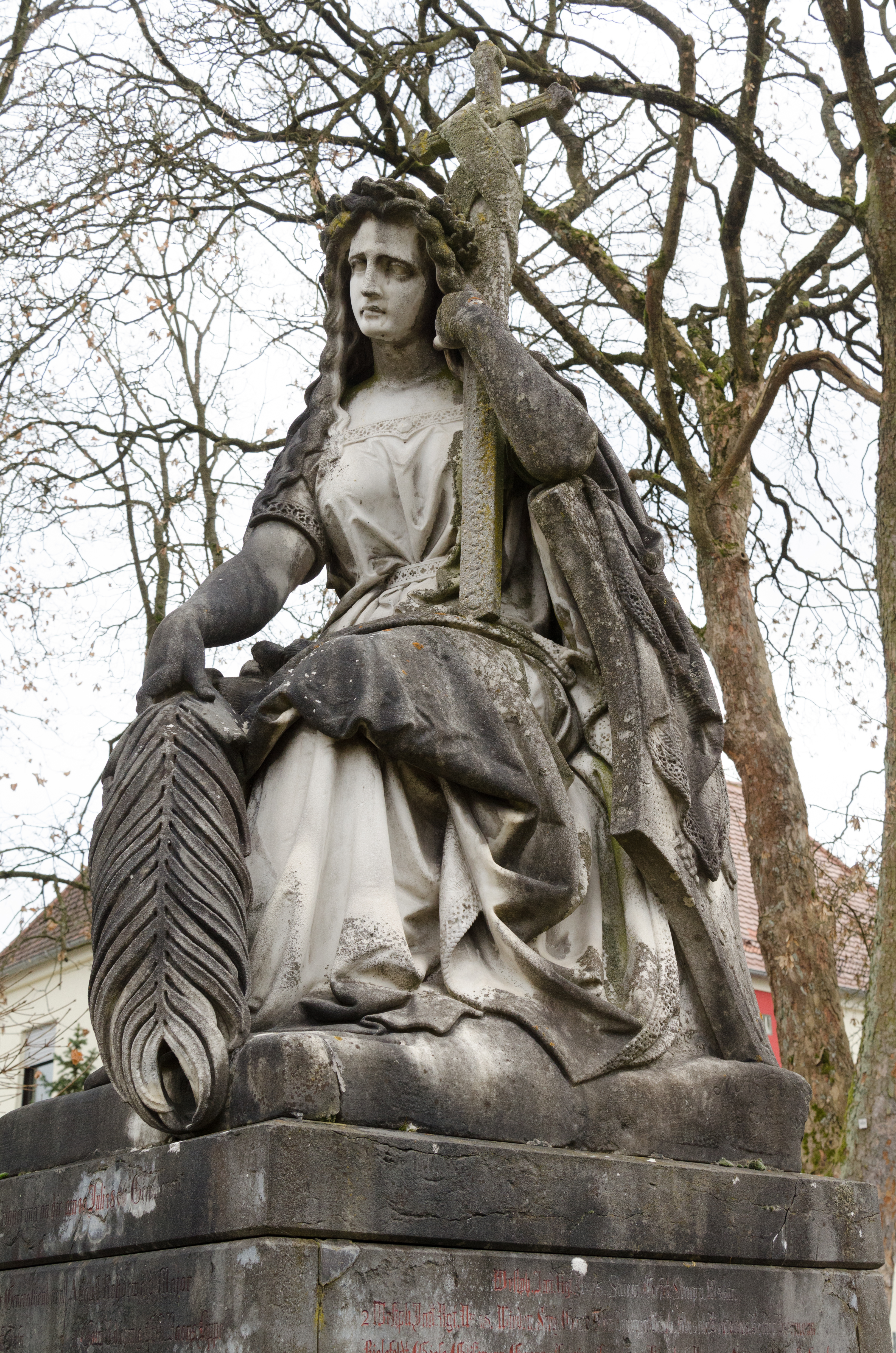
Die „Germania“, Bad Kissingen

Die Germania ist ein von Bildhauer Michael Arnold geschaffenes Denkmal, das aus Anlass des Deutschen Krieges von 1866 im unterfränkischen Bad Kissingen (Landkreis Bad Kissingen) errichtet wurde.
Die Germania befindet sich gegenüber dem Bad Kissinger Kapellenfriedhof, einem Kriegsschauplatz im Rahmen der Schlacht bei Kissingen während des Deutschen Krieges. Sie gehört zu den Bad Kissinger Baudenkmälern und ist unter der Nummer D-6-72-114-30 in der Bayerischen Denkmalliste registriert.

## Geschichte

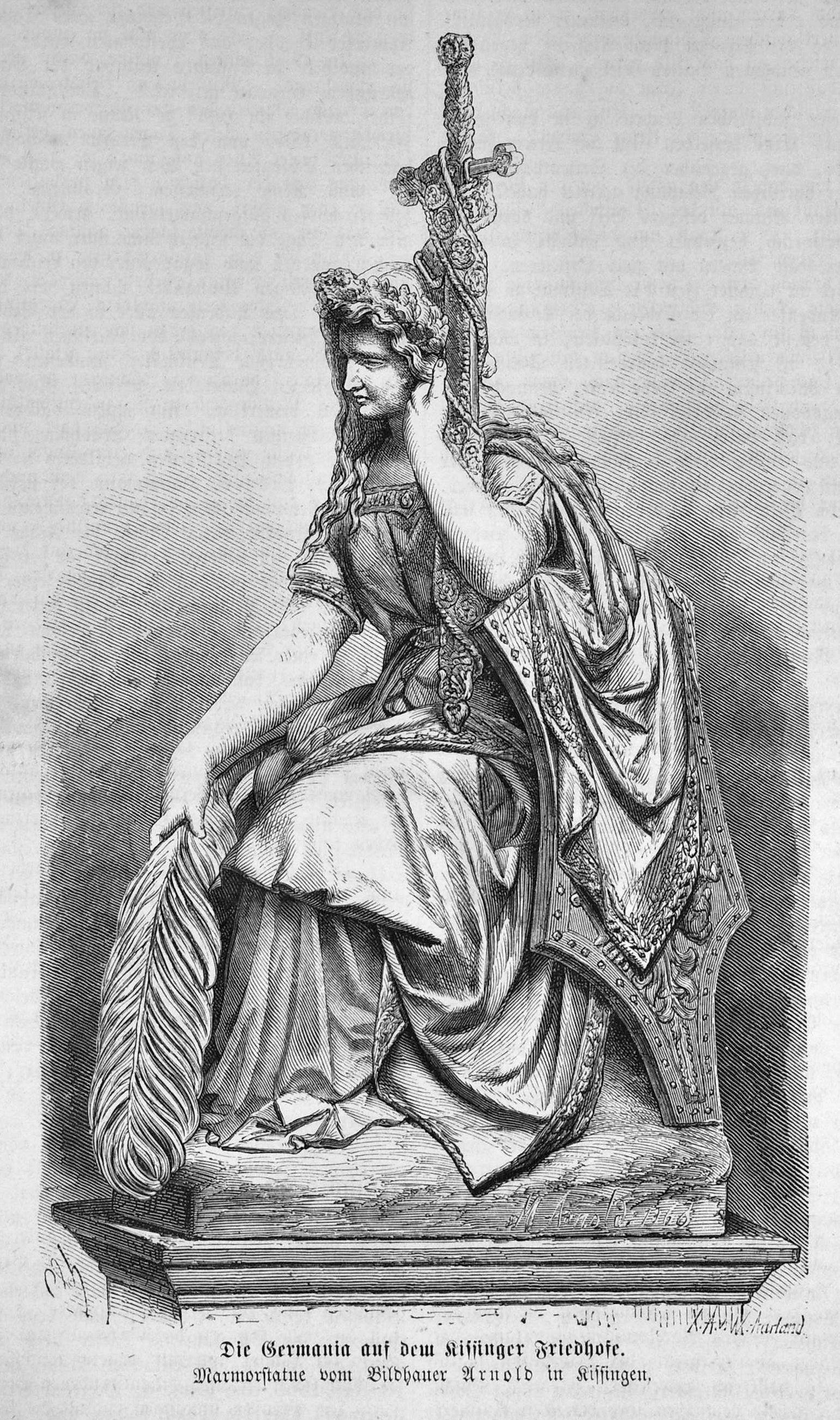
Darstellung der „Germania“. In: Die Gartenlaube (1869)

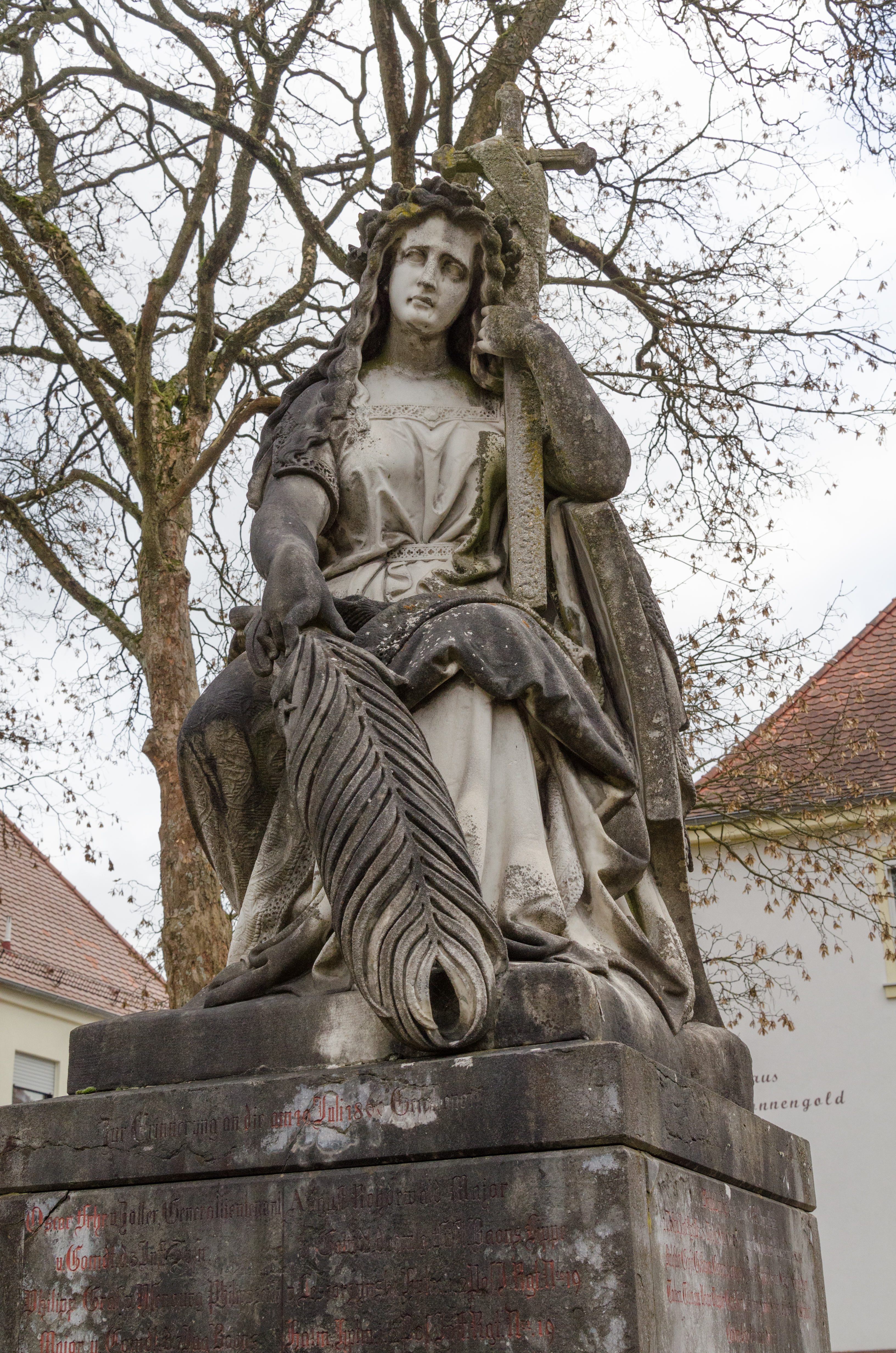
Die „Germania“ (Bildhauer: Michael Arnold)

Kurz nach dem Deutschen Krieg entstand im September 1866 in Bad Kissingen ein Komitee zur Errichtung eines Denkmals; zu den Gründungsmitgliedern gehörte auch als Initiator der Bezirksamtsmann und Badkommissär (Kurdirektor) Joseph von Parseval, der von den wohlhabenden Kurgästen 4.000 Gulden an Spenden sammelte. Weitere Gründungsmitglieder waren der preußische Generalmajor Eugen von Le Blanc Souville, der Superintendent der Kreissynode Elberfeld  Dürschen, der „dienstthuende Johanniter-Ritter“ von Mellenthin, der kgl. preußische Major Funck vom 4. brandenburgischen Infanterieregiment Nr. 24, der bayerische Hauptmann Freiherr von Guttenberg, der Oberstabsarzt Dr. Lindner sowie der Kissinger Stadtpfarrer Geistlicher Rat Gutbrod. Das Startkapital von 80 Gulden wurde durch Spenden der am Krieg beteiligten Regimenter ergänzt, so dass das Guthaben des Komitees Ende 1867 bei 1.835 Gulden und 60 kr. sowie am 27. Mai 1868 bei 1.948 Gulden und 29 kr. lag.
Als Standort stellte die Witwe Mathilde Panizza, Mutter des Schriftstellers Oskar Panizza sowie Eigentümerin des Russischen Hofes (heute: Kurhausstraße 9), ihren südlich des Bad Kissinger Kapellenfriedhofes gelegenen Acker zur Verfügung. Mit der Ausführung des Denkmals wurde der Bildhauer Michael Arnold beauftragt, der für die Errichtung der Germania ein Honorar von 3.000 Gulden erhielt. Die Konzeption des Denkmals drückte das Empfinden der gegen den Deutschen Krieg eingestellten deutschen Bevölkerung aus, dass nicht nur Bayern, sondern ganz Deutschland den Krieg verloren habe. Dies wird in der Skulptur dadurch deutlich, dass der Adler des Reichswappens, auf dem sich die Germania abstützt, zu zwei Dritteln durch deren Mantel verdeckt ist; lediglich die Adlerfänge mit Reichsapfel und Zepter sind zu sehen.
Nach Angaben der Festschrift des Vereins für christliche Kunst ließ Arnold die eigentliche Germania-Skulptur mit seinem 1:2-Modell als Vorlage von seinem Schüler Valentin Weidner „zu seiner großen Zufriedenheit“ ausführen. Den Angaben von Arnolds Schüler Balthasar Schmitt zufolge konnte Arnold aus gesundheitlichen Gründen lediglich die Modelle zu seinen Werken herstellen.
Die 1867/68 fertiggestellte Germania konnte erst am 8. September 1869 (unter Joseph von Parsevals Nachfolger Clemens zu Pappenheim) eingeweiht werden, da es drei Jahre dauerte, bis die Namen aller Kriegsopfer, die auf den Sockel der Skulptur gemeißelt wurden, in Erfahrung gebracht werden konnten.
Die bayerische Königin Marie Friederike sowie die Prinzen des Hauses Wittelsbach sagten ihre Teilnahme an der Einweihung kurzfristig ab. Bedingt durch die zeitgleich stattfindenden Herbstmanöver waren nur wenige Offiziere anwesend; einige von ihnen befanden sich gerade zur Kur in Kissingen. Auch die öffentliche Resonanz auf die Einweihung der laut Heimatzeitung „von dem hiesigen Bildhauer Herrn Arnold mit bekannter künstlerischer Meisterschaft modellirte[n] und in Tyroler Marmor ausgeführte[n] trauernde[n] Germania“ fand nur geringe öffentliche Resonanz. In der regionalen Berichterstattung wurden Bildhauer Arnold und Grundstückstifterin Panizza übergangen. Überregional jedoch gehörte Arnold mit der Germania nach der Schaffung der Hygieia und des Maximilian-II.-Joseph-Denkmals zu ersten Klasse der Bildhauer Deutschlands.
Theodor Fontanes im Jahr 1871 veröffentlichter Kriegsbericht Der Deutsche Krieg von 1866 enthält eine von Ludwig Burger angefertigte Zeichnung der Germania mit der Nennung von Michael Arnold als Urheber der Skulptur.
Im Jahr 1891 schlugen der Bad Kissinger Stadtmagistrat und Bürgermeister Theobald von Fuchs vor, die Germania wegen „der unschönen Umgebung“ zwischen den Kapellenfriedhof und den davor liegenden Liebfrauensee zu versetzen. Am 11. August 1891 folgte das Gremium der Gemeindebevollmächtigten der Argumentation von Badkommisär Freiherr von Braun, dass die Germania durch ihren Standort auf einem Massengrab von mehr als 60 Gefallenen ein Grabdenkmal sei, und lehnte den Vorschlag aus Pietätsgründen ab.
Als im November 1891 die Anfrage der Regierung, ob die Stadt für die Germania unterhaltspflichtig sei, von Badkommisär Freiherr von Braun verneint wurde, wies die Regierung das Badkommissariat an, das Umfeld der Skulptur zu verschönern. Diese Anweisung wurde von Hofgärtner Singer durch Pflanzung eines Buchsbaums in der Form eines Eisernen Kreuzes umgesetzt.
Im Rahmen seines Staatsbesuchs aus Anlass der Einweihung des Bad Kissinger Regentenbaus im Jahr 1913 legte Prinzregent Ludwig III. an der Germania einen Kranz nieder. Das Deutsche Historische Museum in Berlin fertigte einen Silikonabguss der Germania an, der im Jahr 1990 auf der Bismarck-Ausstellung Preußen-Deutschland-Europa sowie im Jahr 2000 auf der Bayerischen Landesausstellung in Regensburg ausgestellt wurde.